# کندوکور
کندوکور (به انگلیسی: Kandukur) یک منطقهٔ مسکونی در هند است که در Kandukur mandal واقع شده‌است. کندوکور ۷۱٫۸۶ کیلومتر مربع مساحت و ۵۸٬۰۰۰ نفر جمعیت دارد.